# 岡山県道374号中西川線
岡山県道374号中西川線（おかやまけんどう374ごう なかにしがわせん）は、岡山県久米郡美咲町を通る一般県道である。

## 概要
久米郡美咲町中と久米郡美咲町西川を結ぶ。

### 路線データ
- 起点：久米郡美咲町中（岡山県道370号江与味上河内線交点）
- 終点：久米郡美咲町西川（国道429号交点）
- 総延長：9.3 km
- 実延長：7.8 km
- 通行不能区間：久米郡美咲町中

## 歴史
- 1960年（昭和35年）3月18日 - 岡山県告示第335号により認定される。
- 1972年（昭和47年） - 岡山県の県道番号再編により現行の県道番号に変更される。
- 2005年（平成17年）3月22日 - 久米郡旭町・中央町・柵原町が対等合併して久米郡美咲町が発足したことに伴い起終点の地名表記が変更される。

## 地理

### 通過する自治体
- 久米郡美咲町

### 交差する道路
| 交差する道路                | 交差する場所 | 交差する場所 |
| --------------------------- | ------------ | ------------ |
| 岡山県道370号江与味上河内線 | 中           | 起点         |
| 通行不能区間                |              |              |
| 国道429号                   | 西川         | 終点         |

### 沿線
- 旭川ダム・旭川湖
- 美咲町立旭学園（終点付近）